# Narodni dar
Narodni dar je glazbeni sastav iz Gacke doline (Otočac, Ličko Lešće, Čovići, Prozor). Sjedište je u Otočcu. Sviraju hrvatski folk, hrvatske narodne pjesme, ponajviše pjesme iz Like i Gacke te hitove poznatih hrvatskih izvođača. Smatra ga se najpopularnijim glazbenim sastavom sa šireg područja Like, Gacke, Krbave i ogulinskog kraja.
Članovi su: 
- Nikola Rubčić
- Zoran Klobučar
- Marijan Kolak
- Vjekoslav Odorčić
- Tomislav Marković

Narodni dar čest je gost hrvatskih lokalnih televizija (poznati Rubala show na Z1, Radio TV Banovina, emisija Pjesme koje srce diraju OTV) ličkih i gackih zavičajnih okupljanja ("Lička noć"), svadbama, manifestacija, humanitarnim koncertima i veselicama u Hrvatskoj i inozemstvu.

## Vanjske poveznice
- Fotografija na službenoj stranici
- Obožavateljske stranice
- Ličko slavonska večer